# Questo corpo mortale
Questo corpo mortale  (This Body of Death) è un romanzo della giallista statunitense Elizabeth George, pubblicato nel 2010.
È il quindicesimo libro con protagonista l'ispettore Thomas Lynley.
Il libro è stato tradotto in dieci lingue; in italiano è apparso per la prima volta nel 2011.

## Trama
Nel cimitero di Abney Park, a Londra, viene rinvenuto il corpo senza vita di una giovane donna, Jemima Hastings, ferita mortalmente da un'arma da taglio alla gola.
La ragazza si era trasferita da poco nella capitale e aveva trovato alloggio in una pensione gestita da una donna di nome Bella McHaggis, pensione che ospita altri due inquilini, Frazer Chaplin e Paolo di Fazio.
Le indagini portano il sergente Barbara Havers e Winston Nkata nella New Forest, nella contea dello Hampshire, dove vive l'ex-fidanzato di Jemima, Gordon Jossie, ora fidanzato con Gina Dickens. L'ispettore Lynley, ancora in lutto per la tragica perdita della moglie Helen, rimane invece a Londra, dove indaga assieme al suo nuovo capo, il sovrintendente Isabelle Ardery.

## Edizioni in italiano
- Elizabeth George, Questo corpo mortale: romanzo, traduzione di M. Cristina Pietri, Longanesi, Milano 2011
- Elizabeth George, Questo corpo mortale, Mondolibri, Milano 2011
- Elizabeth George, Questo corpo mortale: romanzo, traduzione di M. Cristina Pietri, Tea, Milano 2012